# Saka Zulu
Saka Zulu (1787 júliusa – 1828. szeptember 22.) a Zulu Birodalom legbefolyásosabb vezetője volt.
Neki tulajdonítják számos nguni törzsnek, különösképpen a mthethwa és a ndwandwe törzseknek a Zulu Birodalomba történő beolvasztását. Az általa alapított birodalom uralma alatt tartotta Afrika déli részének hatalmas területét a Phongolo és a Mzimkhulu folyók között, államférfiúi tulajdonságai és erélye a legnagyobb zulu törzsfőnökök közé emelték. Reformjai és újításai miatt katonai zseninek tartották, kegyetlen uralkodási módszerei miatt pedig sokan elítélték. Más történetírók kételyeiknek adtak hangot Saka Zulu egyesítő szerepével kapcsolatban, és inkább a hagyományos zulu uralkodói előjogok megnyirbálójának tartják, továbbá vitatják az egységes zulu állam kialakításának szándékát, melyet elválasztott a helyi kultúrától és az elődje, Dingiswayo által kialakított korábbi rendszerektől. Továbbra is kutatások folynak ennek a, - Dél-Afrika történetére oly nagy hatást tevő - ellentmondásos zulu királynak személyiségére, módszereire és befolyására vonatkozóan.

## Élete és öröksége
Életének vége felé Saka 250 000 ember felett uralkodott, és 50 000 harcost tudott maga mellett felsorakoztatni. Tízéves uralkodása emberek tömegeinek halálához vezetett, akik többnyire a szomszédos törzsek tagjai közül kerültek ki, bár a halálesetek pontos számát csak becsülni lehet. További megszámlálhatatlan haláleset történt a seregei elől menekülő törzsek tagjai között.

### Ifjúkora
Saka valószínűleg Senzangakhona törzsfőnöknek és a langeni törzs korábbi főnöke lányának, Nandinak házasságon kívül született, első gyermeke volt. Saka valamikor 1781 és 1787 között, a jelenlegi Melmoth közelében született, mely a KwaZulu-Natal tartományban fekszik. Egyes források szerint apja nem ismerte el és száműzetésbe kergette, mások szerint szülei annak rendje és módja szerint összeházasodtak. Saka minden bizonnyal anyjának falvaiban töltötte gyermekkorát. A feljegyzések szerint felnőtté avatási szertartását is itt tartották meg, majd egy „ibutho lempi”-be (harcosokból álló egység) léptették be. Eleinte harcosként szolgált a mthhetwák vezetője, a helyi törzsfőnök, Dingiswayo alatt, akiknek a zuluk hűségesküt tettek.
Dingiswayo az emDlatsheni iNtanga-t (korcsoportot), melynek Saka is tagja volt, az Izichwe ezredben helyezte el. Saka mintegy tíz évig szolgált mthethwa harcosként, bátorságával kitűnt társai közül, de az elbeszélések szerint nem ért el magas rangot. Dingiswayo, miután apját sikertelenül próbálta elűzni és ezért száműzetésbe kényszerült, a régióban élő más csoportokkal (a mabhudukkal, a dlaminikkel, a mkhizékkel, a qwabekkal és a ndwandwekkel, akik közül sokan valószínűleg csak a Mozambik déli része felől érkező rabszolgavadászatra próbáltak választ adni) együtt új elképzeléseket vitt a hadászatba és a társadalmi szerkezetbe, ilyen volt például az „ibutho”, melyet gyakran ezrednek vagy alakulatnak fordítottak. Az ibutho inkább egy életkoron alapuló munkacsoport volt, mely bizonyos katonai tevékenységet is folytatott, de egyáltalán nem kizárólagosan. Az azelőtt kialakult kisebb háborúk a vitás kérdések elrendezésére szolgáltak, és bár az ibutho lempi-k megjelenése nagymértékben megváltoztatta a hadviselést, jobbára mégis az alkalmi portyázások és a politikai meggyőzések eszköze maradt, és nem a nyílt emberölésé. Ebből a szempontból különös jelentősége volt Saka és Dingiswayo kapcsolatának.
Saka időnként az európaiak számára is lehetővé tette, hogy zulu területre lépjenek. Henry Francis Fynn egy rivális törzs tagja által elkövetett merényletkísérletet követően a királyt is kezelte. Hogy háláját kifejezze, Saka megengedte az európai telepeseknek, hogy zulu területen letelepedjenek és ott gazdálkodjanak. Ez megnyitotta az utat a britek zulu területre történő, nem túl békés portyái előtt. Saka észrevette az európai technológia és tudomány eredményeit, de véleménye az volt, hogy a zulu életmód az idegeneké felett áll.

### Senzangakona utódjaként
Senzangakona halála után Dingiswayo segítséget nyújtott Saka Zulunak bátyja legyőzésében, és 1816 körül a hatalom megszerzésében. Saka tovább finomította a Dingiswayo és mások által kifejlesztett ibutho rendszert, és a rákövetkező években Mthethwa támogatásával megerősítette szövetségét a kisebb, szomszédos törzsekkel, jobbára az északról érkező ndwandwe fenyegetéssel való szembeszállás céljából. Az első zulu hadműveletek többnyire nem támadó, hanem védekező jellegűek voltak; Saka beavatkozásra vagy nyomás kifejtésére alkalmasabbnak találta a diplomáciai utat, melyeket időnként egy-egy jól megfontolt merénylettel nyomatékosított. A helyi társadalmat annak meglévő szerkezeti felépítésére alapozva próbálta megváltoztatni, változtatási törekvései társadalmi célúak és propagandisztikusak, de ugyanakkor katonaiak is voltak, melyeket számos összecsapás is bizonyított.
Dingiswayót később megölte Zwide, a ndwandwe (Nxumalo) törzs nagyhatalmú főnöke. Saka magára vállalta Dingiswayo megbosszulását. Egy alkalommal Zwide éppen csak el tudott menekülni Saka elől, bár ennek az eseménynek a pontos részletei nem ismertek. Ennél az esetnél Saka megölte Zwide anyját, Ntombazit, aki egy „Sangoma” (zulu nyelven: varázsló) volt. Saka különösen kegyetlen bosszút eszelt ki: Ntombazit sakálokkal és hiénákkal együtt bezárta egy házba, és magára hagyta őt, majd reggel felgyújtatta a házat. Annak ellenére, hogy ily módon bosszút állt, Saka továbbra is égett a vágytól, hogy megölje Zwidét. Egészen 1825-ig kellett várni a két kiemelkedő katonaember legközelebbi találkozójáig, mely egyben az utolsó találkozójuknak is bizonyult. A találkozóra Phongolánál, a dél-afrikai KwaZulu-Natal tartomány mai határa közelében került sor. A győzelmet Saka Zulu szerezte meg, bár súlyos veszteségeket szenvedett, és seregének főparancsnokát, Umgobhozi Ovela Entabenit is elveszítette.
Első évei során Sakának sem a befolyása sem a hírneve nem volt elegendő, hogy a nagyobb törzsi csoportoknak parancsoljon, és csak kisebbeket tudott maga mellé állítani. Egészen Dingiswayo haláláig annak védőszárnya alatt működött. Ekkor délre, a Thukela-folyón túlra tette át székhelyét, fővárosának a qwabe területen fekvő Bulawayo települést tette meg. A hagyományos zulu anyaföldre soha nem tért vissza. Quabéban valószínűleg közbeavatkozott egy utódlási vitába, és a saját jelöltjét, Nquethót segítette hatalomra. Ettől kezdve Nquetho megbízott törzsfőnökként uralkodott.

### Hatalma megszilárdítása, konfliktus Zwidével

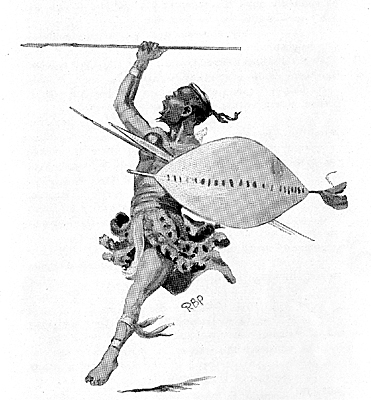
Zulu harcos

Amint Saka népében egyre nagyobb tisztelet alakult ki iránta, egyre könnyebbé vált számára, hogy elképzeléseit megvalósítsa. Mivel katonaként nőtt fel, Saka azt tanította a zuluknak, hogy a gyors hatalommegszerzés leghatékonyabb módja más törzsek meghódítása és irányítása. Tanításai jelentős befolyást gyakoroltak a zulu nép társadalmi szemléletmódjára. A zulu törzs hamarosan a „harcos” képét öltötte magára, mely megkönnyítette Saka dolgát hadserege felépítésében. Saka vezető szerepe elsősorban a katonai erőn nyugodott, ellenfeleit szétzúzta, szétszórt maradványaikat saját hadseregével egyesítette. Mindezt diplomáciával és védnökségi rendszerrel egészítette ki, melyet kiterjesztett a baráti törzsfőnökökre: Zihlandóra a mkhize törzsből, Jobéra a sithole törzsből, és Mathubanára a thuli törzsből. Ezeket a népeket soha nem győzték le csatában a zuluk, nem is volt erre szükség. Saka a védnökségi rendszer és a jutalmazás kifinomult módszerével nyerte meg őket. Az uralkodó quabe törzs felfedezte saját leszármazását, azt a benyomást keltve, hogy a quabék és a zuluk a múltban szoros rokonságban álltak. Ily módon nagyobb összetartó erő alakult ki, bár – mint azt a későbbi polgárháborúk igazolták – ez soha nem vált teljessé
Sigujanát megölték, ezt a viszonylag vér nélküli fordulatot a zuluk elfogadták. Saka továbbra is elismerte Dingiswayónak és az ő nagyobb mthethwa törzsének vezető szerepét, de néhány évvel később, Zwide amaNdwandwéi rajtaütöttek Dingiswayón és megölték őt. Semmilyen bizonyíték nem utal arra, hogy Saka Zulu elárulta Dingiswayót. Valójában a zuluk központi erőinek vissza kellett vonulniuk a ndwandwe betörések elől, a régióban nyilvánvalóan a ndwandwe törzs volt a legagresszívebb csoport.
Saka Zulunak sikerült szövetséget kötnie a vezető nélkül maradt mthethwa törzzsel, és miután viszonylagos könnyedséggel megdöntötte Phakathawayo hatalmát, sikerült elfogadtatnia magát a qwabékkal is. Qwabe, Hlubi és Mkhize támogatásával Sakának végül is sikerült egy ütőképes erőt összeállítani, mely képes volt szembeszállni a Nxumalo klán ndwandwéivel. Saka első nagyobb összecsapása Zwidével a Gqokli-hegyi csata volt a Mfolozi-folyó mellett. Saka Zulu csapatai jó pozíciókat tartottak fent a hegy tetején. Az ellenfeleik által vezetett frontális támadásnak nem sikerült kiűznie őket, és Saka azzal biztosította be győzelmét, hogy a hegyet megkerülve küldött csapatokat, melyek hátba támadták az ellenséget. Mindkét fél jelentős veszteségeket szenvedett, de bizonyítást nyert a Saka-féle újítások hatékonysága. Valószínű, hogy idővel a zuluk még tovább fejlesztették megkerülő taktikájukat.
Egy másik, döntő összecsapás zajlott le a Mhlatuze-folyó és a Mvuzane-patak összefolyásánál. Egy kétnapos csatában a zuluk fényes győzelmet arattak ellenségük felett. Ezt követően Saka egy friss erőkből álló tartalékcsapatot vezetett a ndwandwék uralkodójának, Zwidének királyi kraalja ellen, és megsemmisítette azt. Maga Zwide éppen csak el tudott menekülni egy maroknyi követőjével, mielőtt összeveszett volna egy Mjanji nevű törzsfőnöknővel, a baPedi klán vezetőjével (Zwide ezután nem sokkal titokzatos körülmények közt meghalt). Saka Zulu tábornoka, Soshangane eztán északnak fordult, a mai Mozambik felé, hogy további csapásokat mérjen a kevésbé ellenálló ellenségre, és kihasználja a rabszolgaejtési lehetőségeket, kötelezve a portugál kereskedőket a behódolásra. Sakának ismét csak Zwide fiával, Sikhuyanével kellett beérnie 1826-ban.

## Halála és utódlása
Saka Zulu két féltestvére, Dingane és Mhlangana legalább két sikertelen merényletet kísérelt meg ellene, valószínűleg mpondo és elégedetlen iziYendane emberek segítségével, mielőtt sikerrel jártak. Bár birodalmát a brit gyarmatosítók lehetséges jövőbeni fenyegetésnek tartották, vitathatók azok az állítások, hogy a fehér kereskedők Saka halálát kívánták, figyelembe véve, hogy Saka nem sokkal halála előtt engedményeket tett a fehéreknek, például letelepedési lehetőséget Port Natalban (jelenleg Durban városa).
Saka éppen elég ellenséget szerzett magának saját népe soraiból, siettetve ezáltal saját halálát, ami viszonylag gyorsan bekövetkezett. Anyja, Nandi halála után Saka viselkedése kiszámíthatatlanná vált, tettei óriási pusztítást okoztak. Donald Morris történetíró feljegyzései szerint Saka elrendelte, hogy a gyászidőszak alatt, a rákövetkező évben semmilyen terményt nem vethetnek, tejet – ami akkoriban a zuluk fő tápláléka volt – nem fogyaszthatnak, és minden várandós asszonyt, férjével együtt meg kell ölni. Lemészárolták azokat is, akik nem tűntek a gyász által mélyen érintve, bár a mészárlások nemcsak rájuk korlátozódtak. Leölték a teheneket, hogy borjaik érezzék, milyen egy anya elvesztése.
A zulu uralkodót három merénylő ölte meg, valamikor 1828 szeptemberében, abban az időben, amikor csaknem a teljes zulu sereget északra vezényelték. Emiatt a királyi kraal őrzése szinte teljesen megszűnt. A merénylők, Saka féltestvérei, Dingane és Mhlangana valamint egy Mbopa nevű iNduna, csak erre a pillanatra vártak. Mbopa elterelte az őrök figyelmét, Dingane és Mhlangana pedig meggyilkolta Sakát. Saka holttestét egy üres gabonatároló verembe tették, melyet kövekkel és földdel töltöttek fel. A sír pontos helye nem ismert, bár egy vélelmezett helyszínen állítottak számára egy emlékművet. Donald Morris történész szerint a sírhely valahol a dél-afrikai Stanger település Couper utcája alatt fekszik.
Ezt követően Dingane, Saka féltestvére átvette a hatalmat, és a következő években pozíciója megszilárdítása érdekében széles körű tisztogatásba kezdett a Saka oldalán álló törzsfőnökök között. Kitört a polgárháború. Dingane mintegy 12 évig uralkodott, ebben az időszakban tragikus következményekkel járó harcokat folytatott az ország belseje felé vándorló búr telepesekkel, a Voortrekkerekkel, valamint egy másik féltestvére, Mpande ellen, aki búr és brit támogatással 1840-ben átvette a zuluk vezetését és csaknem harminc évig uralkodott. Később, a 19. század folyamán a zulu nép egyik volt a kevés afrikai nép közül, akik képesek voltak legyőzni a brit hadsereget az isandlwanai csatában.

## Saka Zulu társadalmi és katonai forradalma

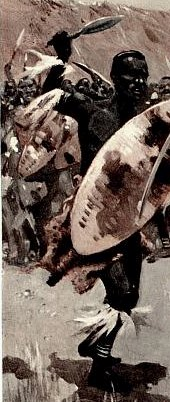
Saka Zulu katonai újításai, például az iklwa, a korcsoportos hadrendszer és a bekerítő taktika a zulu népet Dél-Afrika egyik legerősebb népévé tették

Egyes történetírók kétlik a Sakának tulajdonított társadalmi és katonai újításokat, vagy tagadják őket, vagy különböző mértékben ugyan, de az európaiak hatásának tartják azokat. Mások azzal érvelnek, hogy az ilyen magyarázatok nem állják meg a helyüket, és valójában a zulu kultúra, melyben más törzsek és klánok is részt vettek, számos olyan szokást foglalt magába, melyekre Saka építhetett céljainak megvalósítása érdekében – legyen az portyázás, hódítás, vagy uralkodás.

### Új típusú fegyverek
A feljegyzések szerint Saka nem volt megelégedve a zuluk által használt hosszú hajítófegyverrel, az assegai-jal, és neki tulajdonítják a fegyver egy új változatának, az iklwának a bevezetését. Az iklwa rövid szúrófegyver, melyre hosszú, kardszerű lándzsafejet erősítenek. Nevét állítólag arról a hangról kapta, mely a testbe döfésekor és onnan való kihúzásakor hallatszik. Állítólag Saka vezetett be egy nagyobb, nehezebb, marhabőrből készült pajzsot is, és kiképezte harcosait arra, hogyan alkalmazzák a pajzs bal szélét az ellenség pajzsának kimozdítására, hogy azok teste védtelen maradjon. A hajítófegyvert továbbra is használták a támadások megindítására, majd közelharcban áttértek a rövidebb szúrófegyverre.

### Nagyobb mozgékonyság, folyamatos kiképzés, erőltetett menet
Nem biztos, hogy igaz az a történet, mely szerint harcosaival levetette szandáljukat, hogy talpuk megkeményedjen, ugyanakkor számos katonai beszámoló megemlíti, hogy a zulu harcosok mezítláb vettek részt az akciókban. A megoldás jellegzetesen nyers volt. Aki nem volt hajlandó szandál nélkül menetelni, egyszerűen megölték, ez a módszer hamar jobb belátásra térítette a vonakodókat. Saka folyamatos kiképzés alatt tartotta harcosait, erőltetett menettel gyakran több mint 80 km-t kellett futva megtenniük forró, sziklás terepen. Csapatait kiképezte a bekerítő taktika alkalmazására is.

### Jól szervezett logisztikai támogatás
Hatéves koruk elérése után fiatal fiúk is csatlakoztak tanuló harcosként (udibi) Saka fegyveres erőihez. Feladatuk az ellátmány és a felszerelés, például főzőeszközök, matracok és tartalék fegyverek szállítása volt. Tanulóidejük után a fegyveresek sorai közé kerültek. Egyes történetírók úgy vélik, hogy az ilyen jellegű támogatást csak könnyű haderők vették igénybe, melyeknek feladata marhák, nők és fiatal férfiak sarcként való zsákmányolása volt a szomszédos törzsektől. Bárhogy is legyen, a könnyű haderők elvét kétségtelenül megvalósította. A gyorsan mozgó, portyázó zulu csapatok, az ibutho lempi-k mindig is könnyű felszereléssel utaztak, az ellátmányul szolgáló csordákat lábon hajtották, nehéz fegyverzet vagy utánpótlás nem akadályozta őket mozgásukban. A pásztorfiúkra alapozott logisztikai struktúra ezeket a viszonylag rövid időtartamú hadműveleteket szolgálta ki, és könnyen adaptálható volt kisebb-nagyobb expedíciókra is.

### A korcsoportos csapatrendszer
A korcsoportokon alapuló felosztások szokásosak voltak annak az időnek a bantu kultúrájában, és még jelenleg is szokásban vannak Afrika nagy részén. A korcsoportoknak számos feladata volt, a tábor őrzésétől kezdve, a csorda őrzésén át bizonyos szertartásokig és ünnepségekig. Saka többféle korcsoportot vezetett be hadseregébe, külön katonai kraalokba telepítette őket; mindegyik ezrednek saját neve és jelvénye volt. A hadsereg felépítése egyértelműen a létező törzsi kulturális elemeken alapult, melyek terjeszkedő politikájához jól adaptálhatók voltak.

### A bivalyszarv-alakzat
A történészek többsége Saka Zulunak tulajdonítja a híres bivalyszarv-alakzat bevezetését. Az alakzat három részből állt össze:
1. A fő haderő, a „szügy”, mely az ellenség erőivel közvetlen kapcsolatba lépett és megakadályozta mozgásukat.[9]
2. Miközben a szügy helyben tartotta az ellenséget, a „szarvak” mindkét oldalról bekerítették, majd a szüggyel együtt megsemmisítették azt.[9]
3. A „lágyék”, egy nagy tartalékerő, a szügy mögött helyezkedett el, a csatának háttal. Az ágyékot az ellenfél erőinek kitörési kísérlete esetén vetették be.[9]

Az irányítást a sereg „izidunái” (főnökök) végezték kézjelekkel és hírvivőkkel. A módszer elegáns volt a maga egyszerűségében, az egyes szakaszok harcosai jól megértették.

### A zulu erők szervezeti felépítése és vezetése
A sereg általában három szintre tagolódott: ezredek, több ezredből álló alakulatok, és hadseregek, bár a zuluk nem használták ezeket a kifejezéseket a mai modern értelemben. A bevetésre induló harcosok bármilyen csoportját „impinek” nevezték, függetlenül attól, hogy 100 emberből álló portyázó csapat vagy 10 000 harcosból álló alakulat volt. Az alakulatok létszáma nem volt állandó, hanem számos tényezőn múlt, például, hogy a király rendelte-e el a bevetést, vagy hogy a helyi törzsfőnökök hány embert tudtak felvonultatni. Egy ezred állhatott 400, de akár 4000 emberből is. Ezeket az ezredeket alakulatokba szervezték, melyek arról a katonai kraalról kapták nevüket, mely felsorakoztatta őket.

### Saka Zulu módszerei és az európai technológia

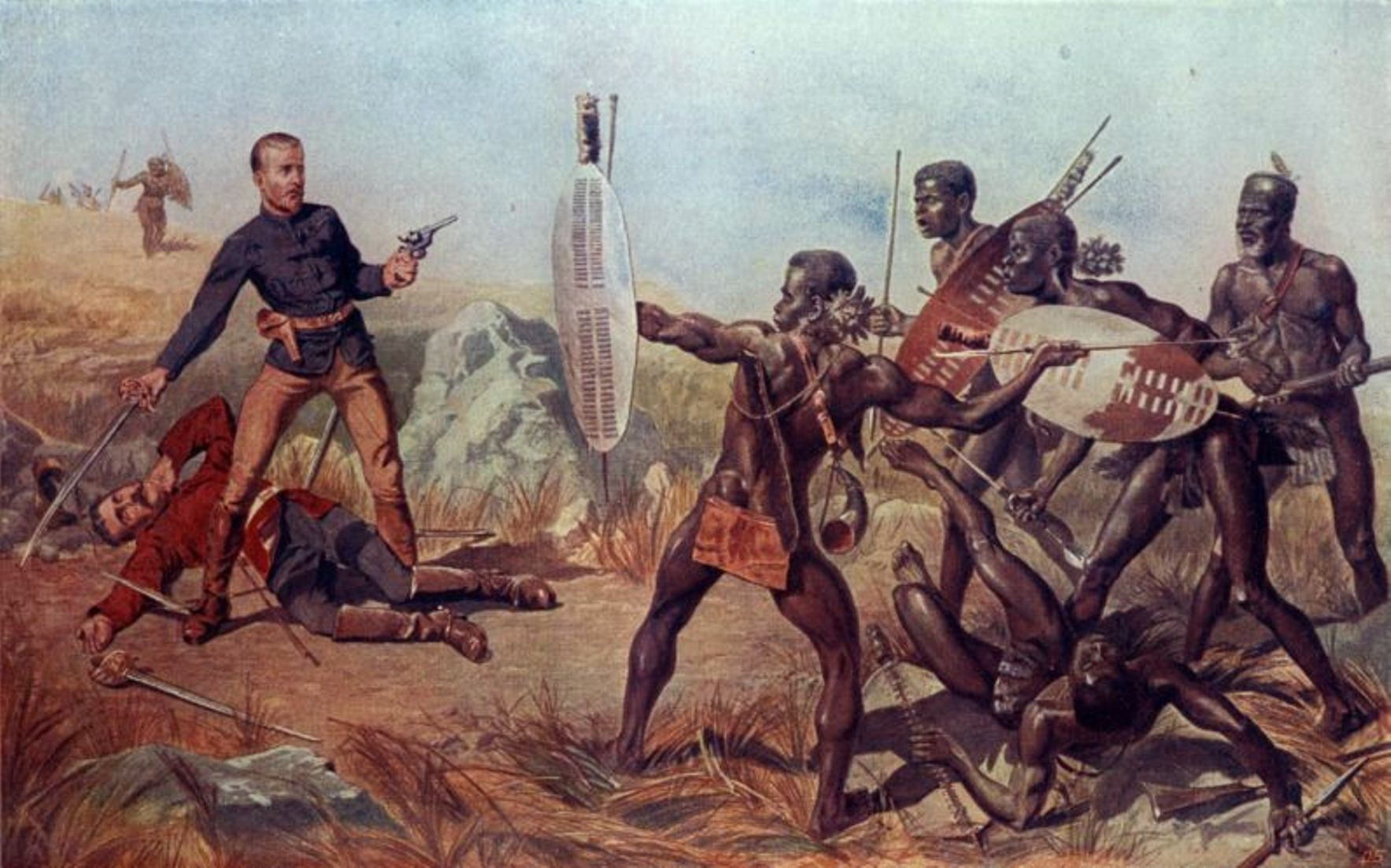
Saka elutasította a tűzfegyverek használatát, mivel nem tartotta hatékonynak a lándzsás harcosok bekerítő akciója ellen.

A terjeszkedő zulu hatalom és az európai hódítók összeütközése elkerülhetetlen volt a Saka halálát követő évtizedekben. A Saka Zulu birodalmába érkező európai utazók fejlett technológiákat vittek magukkal, mint például a tűzfegyvereket és az írástudást, ezek azonban nem győzték meg a zulu uralkodót. Úgy vélte, hogy nincs szükség az üzenetek leírására, hírvivői halálbüntetés terhe mellett csak az igazat mondták. A tűzfegyverek hasznosságát elismerte, de miután bemutatták neki az elöltöltős fegyvereket, azzal érvelt, hogy amíg a fegyveres újratölti a puskáját lándzsás harcosainak van bőven ideje lerohanni őt.
Saka halálát követően az első nagyobb összecsapás az utódja, Dingane által vezetett csapatok és az európai voortrekkerek között játszódott le. A kezdeti gyors zulu sikerek meglepetésszerű és lesből indított támadásokon alapultak, de a voortrekkerek talpraálltak, és szekértáborukból súlyos vereséget mértek a zulukra a Blood River-i csatában. A második jelentősebb összecsapást a britek ellen vívták 1879-ben. Itt ismételten mozgékonyságukra, rejtőzködő képességükre és gyors összezáró képességükre alapozták taktikájukat. A híres isandlwanai csatában jelentős győzelmet arattak a britek felett, de sikerült egy brit katonai oszlopot is visszaszorítaniuk a hlobane-i csatában is, ahol gyorsan mozgó alakulataik nagy területen szóródtak szét a szakadékokkal és szurdokokkal szeldelt terepen.

### Saka Zulu, a forradalmian új hadviselés megalkotója
Számos történész véli úgy, hogy Saka megváltoztatta a dél-afrikai hadviselés jellegét, a minimális áldozatot követelő szertartásos adok-kapokból valódi mészárlást követő leigázás származott. Mások viszont vitatják ezt az álláspontot. Több történetíró Saka katonai újításaira, a zulu szúrófegyverre, az ilkwára és a bivalyszarv-alakzatra hívják fel a figyelmet. Mindezt az újraszervezett római légiók egységesítéséhez hasonlítják. Míg más ókori hatalmak szétszórt erőkből álló hadsereget tartottak fent, az egységesített római módszerekkel fegyelmezettebb alakulatok jöhettek létre, melyek hatékonyabban tudták feladataikat végrehajtani.
Saka Zulunak az ellenséges erők körülzárására és megsemmisítésére használt támadó bivalyszarv-alakzata, az iklwa és a pajzs együttesével kombinálva – a római légiók gladiusához és scutumjához hasonlóan – ellenállhatatlan erejű volt. Mire Sakát 1828-ban meggyilkolták, a Zulu Királyság Afrika déli részének legnagyobb hatalmává vált, olyan erővé, mellyel mindenkinek számolnia kellett, még az 1879-es, modern brit hadseregnek is.
A zulu király személyiségét, módszereit és tevékenységét még ma is számos ellentmondás lengi körül. John Keegan katonai szemszögből rámutat a Sakát körülvelő túlzásokra és mítoszokra, de emellett megjegyzi:
A dús képzelőerővel megáldott elbeszélők Sakát fekete Napóleonnak nevezték, és a társadalmi különbségektől és szokásoktól eltekintve, a hasonlat találó. Saka Zulu kétségtelenül az Afrikában valaha élt legnagyobb parancsnok volt.

### Bibliográfia
- Chanaiwa, David Shingirai (1980), "The Zulu Revolution: State Formation in a Pastoralist Society," In: African Studies Review 23(3) (Dec. 1980): 1–20.
- Edgerton, Robert (1988) Like Lions They Fought
- Knight, Ian (1995) Anatomy of the Zulu Army
- Morris, Donald R.. The Washing of the Spears: The rise and fall of the Zulu nation. Pimlico [1994. március 25.] (1965. március 25.). ISBN 978-0-712-66105-8
- Mostert, Noel (1992) Frontiers
- Omer-Cooper, J. D. (1965) The Zulu Aftermath
- Ritter, E. A. (1973) Shaka Zulu: The Rise of the Zulu Empire
- Wylie, Dan (2006) Myth of Iron: Shaka in History